# Contea di Kankakee
La contea di Kankakee ( in inglese Kankakee County ) è una contea dello Stato dell'Illinois, negli Stati Uniti. La popolazione al censimento del 2000 era di 103 833 abitanti. Il capoluogo di contea è Kankakee.